# Gornja Sipulja
Gornja Sipulja (Servisch cyrillisch Горња Сипуља) is een plaats in de Servische gemeente Loznica. De plaats telt 250 inwoners (2002).